# General-Anzeiger
General-Anzeiger oder Generalanzeiger ist Titelbestandteil einer Vielzahl aktueller und ehemaliger Tageszeitungen. General wird dabei in der Bedeutung allgemein verwendet und bringt den Anspruch auf Unabhängigkeit und Überparteilichkeit zum Ausdruck, Anzeiger weist auf den Namen einer Zeitung oder -schrift mit Anzeigenteil (Annoncen) hin.
Gegen Ende des 19. Jahrhunderts wurde der Begriff Generalanzeiger zur Bezeichnung von Massenzeitungen, die sich selbst als politisch und konfessionell unabhängig bezeichneten. Die „Bevorzugung der Nachricht gegenüber dem Kommentar“ sowie die „Betonung von Unterhaltung und Belehrung gegenüber der Meinungsbildung“ entsprach dem Versuch, breite Bevölkerungsschichten als Leser zu gewinnen.
Als erste dieser Zeitungen gilt der 1871 von Joseph La Ruelle gegründete und herausgegebene Aachener Anzeiger, dem vor allem zwischen 1870 und 1900 noch zahlreiche weitere folgten, unter anderem:
- General-Anzeiger (Bonn), gegründet 1889
- Dortmunder General-Anzeiger, gegründet 1890
- General-Anzeiger für Düsseldorf und Umgegend, gegründet 1876, seit 1917 Düsseldorfer Nachrichten, siehe Westdeutsche Zeitung
- General-Anzeiger für Elberfeld-Barmen, gegründet 1887, seit 1929 General-Anzeiger der Stadt Wuppertal
- Frankfurter General-Anzeiger, 1876 bis 1943
- Mannheimer General-Anzeiger, gegründet 1886
- Reutlinger General-Anzeiger, gegründet 1888
- General-Anzeiger (Rhauderfehn), gegründet 1888
- Würzburger General-Anzeiger, gegründet 1883, Vorläufer der Main-Post

Zu den bedeutendsten Verlegern, die im 20. Jahrhundert deutschlandweit Konzerne und Ketten von Generalanzeiger-Zeitungen aufbauten, gehörten Wilhelm Girardet und August Huck. Auch der Hugenberg-Konzern setzte trotz seiner politisch rechtsnationalen Zielsetzung geschäftlich auf diesen Zeitungstyp, unterlief die nominelle Überparteilichkeit der Blätter jedoch durch starke Meinungsfärbung und selektive Auswahl der Nachrichten, die an diese Zeitungen geliefert wurden. 